# Vasco de Quiroga

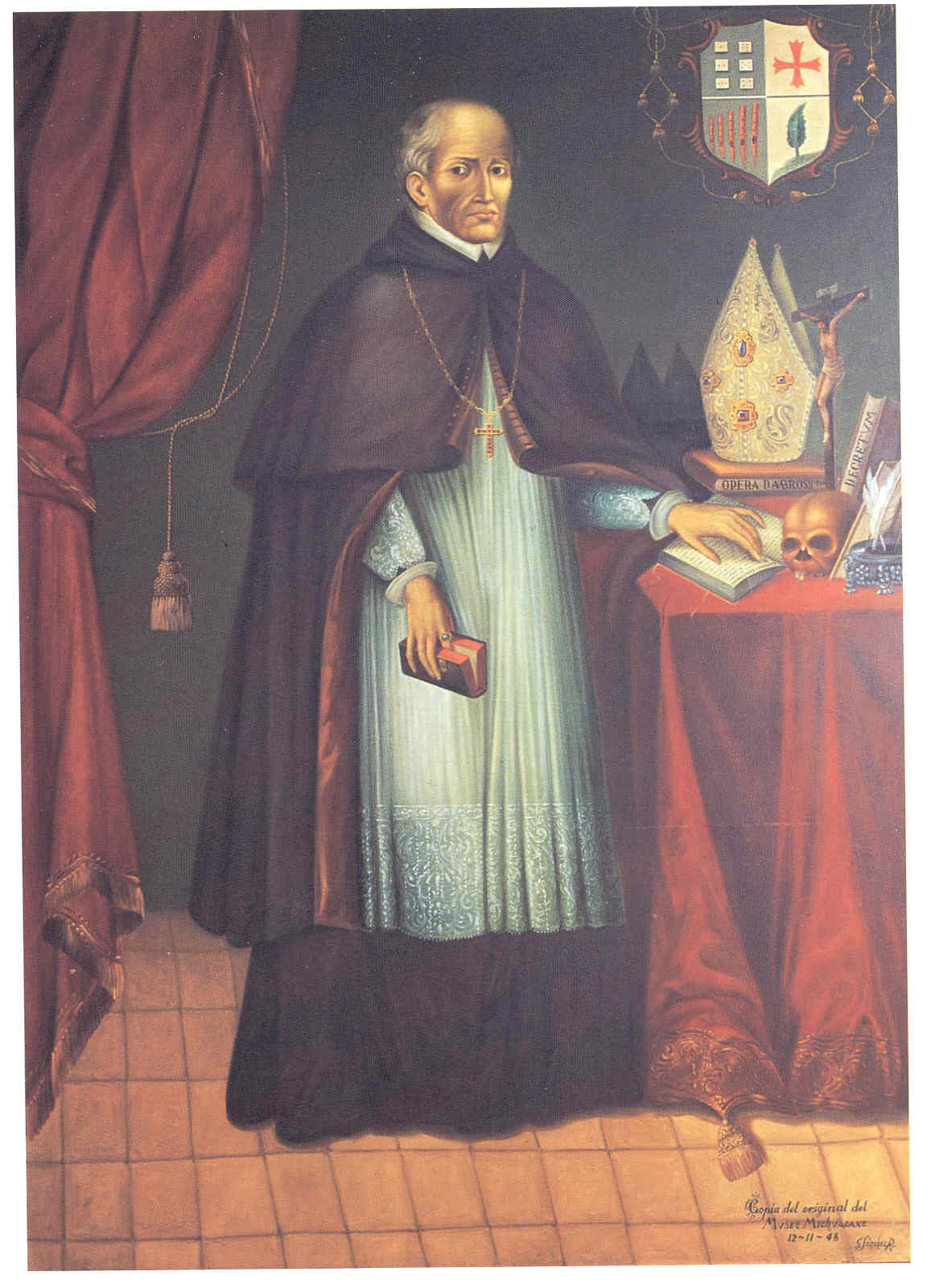
Bischof Vasco de Quiroga

Bischofswappen

Vasco de Quiroga, mit vollem Namen Vasco Vázquez de Quiroga y Alonso de la Cárcel (* um 1470 in Madrigal de las Altas Torres, Kastilien-León; † 14. März 1565 in Pátzcuaro, Mexiko) war von 1535 bis zu seinem Tod Bischof von Michoacán. Von den Indios wurde er Tato Vasco genannt.

## Leben
Vasco de Quiroga lebte in seiner Heimatstadt bis zum Beginn seiner Studiums der Rechtswissenschaft in Salamanca. Danach arbeitete er am Hof Karls V. Im Jahr 1513 wurde er zum Visitator der Real Audiencia y Chancillería de Valladolid berufen. Um das Jahr 1525 schickte man ihn nach Oran an den Hof der Abdalwadiden. Danach wurde er zum Oidor der Königlichen Audiencia von Mexiko ernannt. Er kam im Januar 1531 in Tenochtitlán an. Seit dem Jahr 1533 war er Visitator von Michoacán und vier Jahre später wurde er zum Bischof der Provinz berufen. Am 5. Januar 1539 wurde er ordiniert.
Zeit seines Lebens war Quiroga ein Gegner der Sklaverei und setzte sich verschiedene Male für die Rechte der Indios ein. Er starb am 14. März 1565 bei der Stadt Pátzcuaro; seine sterblichen Überreste ruhen in der Basílica de María Inmaculada de la Salud in Pátzcuaro.

## Hospital-Dörfer
Die bedeutendsten Projekte Vasco de Quirogas waren die sogenannten Hospital-Dörfer (Pueblos-Hospitales de la Santa Fé), durch die er den Indios die Grundideen des Christentums nahebringen und ihren Lebens- und Bildungsstandard verbessern wollte, denn diese Einrichtungen waren gleichzeitig Krankenhäuser, Armenasyle, Kirchen und Schulen; jeder Mann sollte Feldwirtschaft leisten und ein Handwerk erlernen. Gedanklich basierten sie auch auf den Ideen von Thomas Morus, seinem Lieblingsautor. Privateigentum an Grund und Boden wurde abgelehnt; privater Luxus war verpönt. Bereits im Jahr 1531 gründete er ein Hospital in einem von Indios bewohnten Vorort der Hauptstadt und wenige Jahre später zwei weitere Hospital-Dörfer für die Purépecha-Indios am Pátzcuaro-See. Die Dörfer verwalteten sich im Wesentlichen selbst und waren zum Teil durchaus erfolgreich; bereits kurz nach dem Tod Quirogas gab es davon mehr als 150.

## Ehrungen
Die Stadt Quiroga im heutigen Bundesstaat Michoacán sowie zahlreiche Straßen und Schulen sind nach Vasco de Quiroga benannt. Der Prozess seiner Heiligsprechung wurde im Jahr 1997 in Gang gesetzt, doch im Jahr 2020 beließ es Papst Franziskus I. bei der Bezeichnung „Ehrwürdiger Diener Gottes“.

## Schriften
- Información en derecho del licenciado Quiroga sobre algunas provisiones del Real Consejo de las Indias. Hrsg. Paulino Castañeda Delgado, Madrid, Ediciones José Porrúa Turanzas, 1974.